# آشوت کاجوریان
آشوت کاجوریان (ارمنی: Աշոտ Քաջվորյան؛  ۱۳ فوریهٔ ۱۹۰۹ – ۲۷ مارس ۱۹۷۰) یک بازیگر اهل ارمنستان بود. وی بین سال‌های ۱۹۶۲ تا ۱۹۹۳ میلادی فعالیت می‌کرد.

## زندگی‌نامه
وی در ۱۳ فوریهٔ ۱۹۰۹ در آخالتسیخه به دنیا آمد . وی در تئاتر دراماتیک دولتی پطروس آدامیان ارمنیان تفلیس فعالیت می‌کرد. وی همچنین برندهٔ جوایزی همچون هنرمند افتخاری گرجستان شوروی (۱۹۵۸) و هنرمند شایسته ارمنستان شوروی (۱۹۵۹) شده است. وی در ۲۷ مارس ۱۹۷۰ در سن ۶۱ سالگی در تفلیس درگذشت.

## یادداشت
1. ↑  Թբիլիսիի Պետրոս Ադամյանի անվան պետական հայկական դրամատիկական թատրոն